# Chernihiv (tỉnh)
Tỉnh Chernihiv (tiếng Ukraina: Чернігівська область, chuyển tự: Chernihivs’ka oblast’; cũng viết là Chernihivshchyna - tiếng Ukraina: Чернігівщина) là một tỉnh của Ukraina, giáp biên giới với tỉnh Gomel của Belarus và tỉnh Bryansk của Nga. 
Tỉnh lỵ đóng ở Chernihiv. Tỉnh có diện tích 31.900 km2, dân số năm 2006 là 1.156.609 người. 